# 마카사르 해협

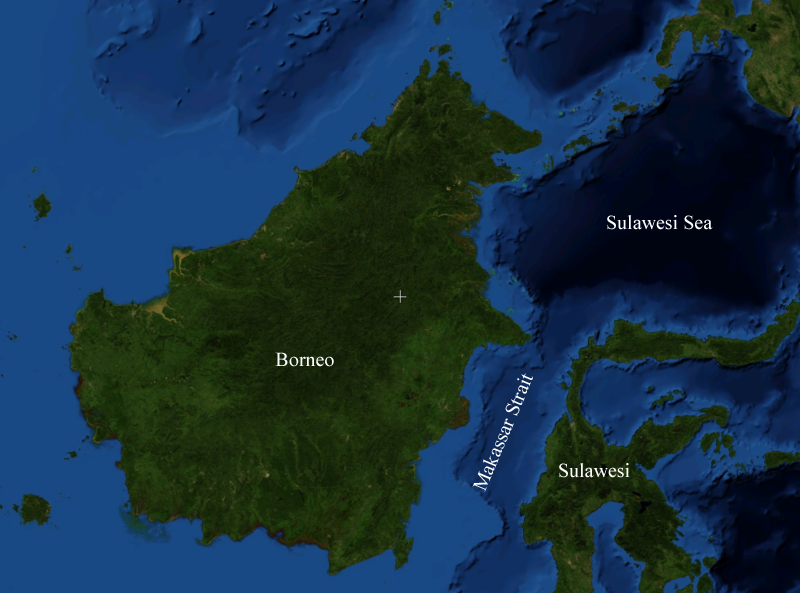
마카사르 해협의 위치

마카사르 해협(인도네시아어: Selat Makassar)은 보르네오섬과 인도네시아의 술라웨시섬 사이의 해협이다. 북쪽으로 술라웨시해와 통하고 남쪽은 자와해로 통한다.

## 지리
북북동에서 남남서로 뻗어있는 해협이며, 북쪽은 술라웨시해가 있고, 남쪽은 자와해로 이어진다. 가장 좁은 부분의 폭이 약 100km에 이럴 정도로 넓은 해협이다. 해협에는 발라발라간 제도가 있다. 연안의 주요 도시로는 발릭파판(칼리만탄섬 칼리만탄티무르주), 팔루(술라웨시섬 중앙술라웨시주) 등이 있다. 주요 하천으로는 마하캄강(칼리만탄섬 칼리만탄티무르주), 칼라마강, 사당강 등이 흐르고 있다.

## 역사
- 1942년 1월 24일 발릭파판 해전
- 1942년 2월 4일 자바 해전

## 항로
중동이나 인도와 일본 사이를 왕복하는 유조선이나 화물선은 흘수에 제한이 있는 말라카 해협 대신 롬복 해협을 통해 마카사르 해협을 통과하여 월리스 선에 따른 항로를 사용하는 경우가 있다. 일본에서는 말라카 해협과 남중국해에서 지정학적 리스크가 발생한 경우의 대안으로 필리핀 동쪽 앞바다에서 마카사르 해협과 롬복 해협을 통해 인도양에 이르는 항로가 주목 받고 있다.

## 같이 보기
- 아타카 유전